# Aaron Stinnie
Aaron Phillip Stinnie (18 febbraio 1994) è un giocatore di football americano statunitense che milita nel ruolo di offensive guard per i New York Giants della National Football League (NFL).

## Carriera

### Tennessee Titans
Stinnie firmò con i Tennessee Titans dopo non essere stato scelto nel Draft il 28 aprile 2018, riuscendo ad entrare nei 53 uomini del roster attivo alla fine del training camp. Debuttò nella NFL, l'unica presenza della sua stagione da rookie, il 21 ottobre contro i Los Angeles Chargers.
Il 31 agosto 2019, Stinnie fu svincolato ma firmò con la squadra di allenamento il giorno successivo. Fu promosso nel roster attivo il 7 settembre 2019 prima dell'inizio della stagione. Fu svincolato definitivamente il 9 novembre.

### Tampa Bay Buccaneers
Due giorni dopo Stinnie firmò con i Tampa Bay Buccaneers. In quella stagione disputò 5 partite, 3 con i Titans e 2 con i Buccaneers. Nella stagione regolare 2020 invece disputò 6 partite. La prima partita come titolare in carriera la disputò nel divisional round dei playoff contro i New Orleans Saints dopo che Alex Cappa si infortunò alla caviglia nel turno precedente. Da quel momento disputò come titolare tutte le tre rimanenti gare di playoff, incluso il Super Bowl LV vinto contro i Kansas City Chiefs.

### New York Giants
Il 15 marzo 2024 Stinnie firmò con i New York Giants.

## Palmarès
- Super Bowl : 1

Tampa Bay Buccaneers: LV
- National Football Conference Championship: 1

Tampa Bay Buccaneers: 2020